# Sunrise Beach Village
Sunrise Beach Village é uma cidade localizada no estado norte-americano do Texas, no Condado de Llano.

## Demografia
Segundo o censo norte-americano de 2000, a sua população era de 704 habitantes.
Em 2006, foi estimada uma população de 751, um aumento de 47 (6.7%).

## Geografia
De acordo com o United States Census Bureau tem uma área de
5,9 km², dos quais 4,3 km² cobertos por terra e 1,6 km² cobertos por água.

## Localidades na vizinhança
O diagrama seguinte representa as localidades num raio de 12 km ao redor de Sunrise Beach Village.